# Dick Hyman

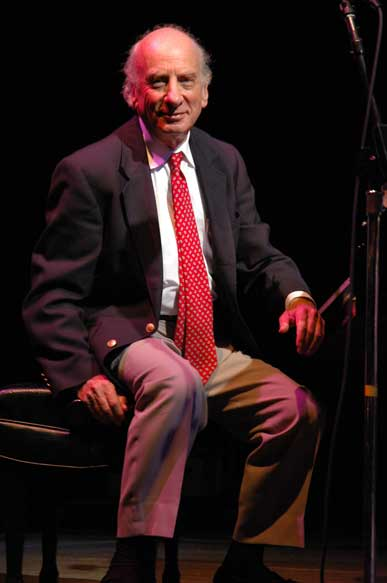
Dick Hyman (2005)

Richard Roven „Dick“ Hyman (* 8. März 1927 in New York City, New York) ist ein US-amerikanischer Jazz-Pianist und Arrangeur.

## Leben
Dick Hyman wurde klassisch ausgebildet, studierte an der Juilliard School und war Schüler von Teddy Wilson. 1949 und 1950 spielte Hyman mit Roy Eldridge (Roy Eldridge and His Little Jazz Vol. 1, 1950), Benny Goodman, Tony Scott und Red Norvo und trat 1952 in Charlie Parkers Musikfilm Hot House auf. Mit seinem Trio hatte er 1954 einen ersten Hit in den nationalen Charts mit seiner Interpretation des Songs Unforgettable von Nat King Cole. 1956 hatte er mit dem Dick Hyman Trio mit seiner Instrumentalversion der Moritat von Mackie Messer aus der Dreigroschenoper einen nationalen und internationalen Hit in den Popcharts.
In den weiteren 1950er und 1960er Jahren betätigte er sich dann vor allem als Studio-Musiker und arbeitete mit Arthur Godfrey und Leonard Feather zusammen. Er war daneben einer der ersten Musiker, die sich mit dem Moog-Synthesizer auseinandersetzten. In den 1970ern war Hyman Mitglied der New York Jazz Repertory Company, gründete 1976 das Perfect Jazz Repertory Quintet und arbeitete an den Soundtracks zu einigen Filmen Woody Allens mit. Auch in den folgenden Jahrzehnten blieb Dick Hyman musikalisch aktiv, zum Beispiel in Kooperation mit Ruby Braff und mit Peter Appleyard. 2019 trat er noch im New Yorker Jazzclub Dizzy’s mit Ken Peplowski und Bill Charlap auf.
Er wurde 2006 für sein Lebenswerk mit der German Jazz Trophy geehrt. 2017 erklärte der New Yorker Bürgermeister den 18. Juli zum Dick Hyman Day.

## Auswahldiskographie

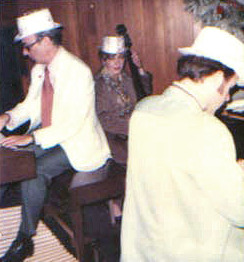
Dick Hyman und Bubba Kolb an Silvester

- 1963: Moon Gas (MGM Records) mit Mary Mayo
- 1972: Dick Hyman / Stan Freeman / Ralph Sutton / Lee Evans: Grand Slam/Pop Piano Aces  (Project 3)
- 1981: Live At Michael’s Pub (JazzMania) mit Roger Kellaway
- 1988: 14 Piano Favourites (Music & Arts)
- 1990: Music Of 1937 (Concord)
- 1990: Stride Piano Summit (Milestone) mit Harry Sweets Edison, Jay McShann, Red Callender, Mike Lipskin
- 1990: Plays Duke Ellington (Reference)
- 1993: Concord Duo Series, Vol. 6  (Concord) mit Ralph Sutton
- 1995: Elegies, Mostly (Gemini) mit Niels-Henning Ørsted Pedersen
- 1995: Cheek to Cheek (Arbors)
- 1998: Dick & Derek at the Movies (Arbors) mit Derek Smith
- 2001: Forgotten Dreams (Arbors) mit John Sheridan
- 2008: Stridin’ the Classics (Jazz Connaisseur) mit Bernd Lhotzky
- 2016: E Pluribus Duo, mit Ken Peplowski
- 2019: Dick Hyman/Ken Peplowski: Counterpoint: Lerner & Loewe (Arbors)

## Filmmusik (Auswahl)
- 1977: Blutiges Eis (The Deadliest Season)
- 1978: Ein mysteriöses Haus (French Quarter)
- 1979: Schlaf gut, Vater (The Last Tenant)
- 1980: Der Krabben-Krieg (King Crab)
- 1982: Zelig
- 1984: Broadway Danny Rose
- 1984: The Purple Rose of Cairo
- 1987: Mondsüchtig (Moonstruck)
- 1988: Bacall on Bogart
- 1988: Thelonious Monk: Straight, No Chaiser
- 1992: Swing Kids
- 1995: Geliebte Aphrodite (Mighty Aphrodite)
- 1996: Alle sagen: I love you (Everyone Says I Love You)
- 1999: Sweet and Lowdown

## Publikation
- Dick Hyman, Clem DeRosa: It’s Time for Some Piano Changes. Kendor Music, 1980